# Strada regionale R-1
La strada regionale R-1 (Regionalni put R-1 in montenegrino) è una strada regionale montenegrina che unisce Cattaro a Cettigne.

## Storia
Il segmento tra Cettigne e la località di Krstac, nei pressi del villaggio di Njeguši, è la più antica carrozzabile del paese balcanico. La sua costruzione iniziò un anno dopo la ratifica del trattato di Berlino del 1878 che riconosceva l'indipendenza del Principato del Montenegro. Fu ultimata nel 1881.
Il tratto tra Baijce e Krstac è stato ampliato e allargato tra il 2017 ed il 2018. Tra Čekanje e Njeguši è stato aperto un tunnel che ha permesso così di superare una serie di tornanti.